# 哈夫曼山
75°19′S 72°16′W / 75.317°S 72.267°W
哈夫曼山（英語：Mount Huffman），是南極洲的山峰，位於埃爾斯沃思地，處於艾布拉姆斯山東北面7公里，屬於貝倫特山脈的一部分，美國地質調查局根據測量和該國海軍的空中照片繪入地圖，現時由南極條約體系管理。